# عزلة نعمان (الجوف)

تعديل مصدري - تعديل

عزلة نعمان هي إحدى عزل مديرية الحميدات في محافظة الجوف اليمنية ويبلغ تعداد سكانها 4916 نسمة حسب التعداد السكاني في اليمن لعام 2004.